# Prapen (Praya)
Prapen is een bestuurslaag in het regentschap Centraal-Lombok van de provincie West-Nusa Tenggara, Indonesië. Prapen telt 11.743 inwoners (volkstelling 2010).